# Stazione di Baiano di Spoleto
La stazione di Baiano di Spoleto è una stazione ferroviaria posta sulla linea Roma-Ancona, a servizio del centro abitato di Baiano, frazione del comune di Spoleto.

## Storia
La stazione venne gravemente danneggiata durante la seconda guerra mondiale; al termine del conflitto venne ricostruita, con la costruzione di un nuovo fabbricato viaggiatori, terminato nel 1948.